# Accélération centrifuge
L'accélération centrifuge est la composante centrifuge (littéralement « qui fuit le centre ») de l'accélération d'un corps. Il s'agit donc de l'accélération d'un point matériel, projetée sur le vecteur position depuis un centre donné, et orientée dans la direction qui fuit ce centre.
Pour un point matériel dont la position est repérée depuis l'origine par un vecteur {\displaystyle {\vec {r}}}, la norme de l'accélération centrifuge a la valeur {\displaystyle {\ddot {\vec {r}}}\cdot {\vec {e_{r}}}} : projection de l'accélération (deuxième dérivée temporelle de la position {\displaystyle {\vec {r}}}) projetée sur l'axe de {\displaystyle {\vec {r}}}.